# Subcarpații de Curbură
Subcarpații de Curbură reprezintă o regiune deluroasă situată în partea central-sud-estică a României, localizată între valea Trotușului (aflată la nord) și valea Dâmboviței (situată la vest). Constituie sectorul de mijloc al Subcarpaților românești, sector prin care se realizează tranziția dintre zona montană și câmpie.
Contactul cu zona montană a Munților Vrancei, Buzăului, Ciucașului, Baiului, precum și cu grupa Bucegi-Leaota din Carpații Meridionali se realizează prin intermediul unor depresiuni submontane situate pe văile râurilor, la ieșirea acestora din munți. Spre Câmpia Română, limita Subcarpaților se află, în zona contactului piemontan de tranziție cu câmpiile înalte ale Târgoviștei și Ploieștilor, limită ce continuă cu fâșia piemontană ce se îngustează treptat, până la râul Trotuș.
Subcarpații de Curbură cuprind două tipuri de relief: dealuri și depresiuni. Dealurile, dispuse în șiruri aproape paralele pot fi incluse în două tipologii: interne, mai înalte, care mărginesc estic depresiunile submontane (localizate între Carpați și aceste înălțimi) și externe, mai joase. Între dealurile interne și externe, râurile au sculptat depresiuni intracolinare.
Altitudinea maximă a Subcarpaților de Curbură (1001 m) se înregistrează la Măgura Odobeștilor, județul Vrancea.

## Geografie
Pământul românesc reprezintă un spațiu al complementarității, într-o armonie aproape perfectă (30-35%) a reliefului muntos, de deal, podiș și câmpie. Subcarpaților (alături de Carpați) le revine aproximativ 35% din teritoriul național.
Subcarpații de Curbură sunt situați în partea central-sud-estică a României, constituind sectorul de mijloc al Subcarpaților românești.
Limita nordică o constituie Valea Trotușului, iar în vest Valea Dâmboviței. Spre Câmpia Română, limita este dată de contactul piemontan de tranziție spre câmpiile înalte ale Târgoviștei și Ploieștilor, iar în continuare, cu fâșia piemontană ce se îngustează treptat până la râul Trotuș.
Contactul cu zona montană  (Munții Vrancei, Buzăului, Ciucaș, Baiului, precum și cu grupa Bucegi-Leaota din Carpații Meridionali) se realizează prin intermediul unor depresiuni submontane situate pe văile râurilor, la ieșirea acestora din munți. Între Valea Teleajenului și cea a Slănicului Buzăului, limita cu Carpații de Curbură este discontinuă.

## Veziși
- Subcarpați